# Panjón
Panjón (llamada oficialmente San Xoán de Panxón) es una parroquia del municipio de Nigrán, en la provincia de Pontevedra, Galicia, España.
Tiene unos 3804 habitantes y está a una altitud de 40 metros sobre el nivel del mar. Localidad de tradición pesquera, es hoy, sobre todo en época estival, un destino turístico. Cuenta con puerto pesquero y con su propia playa, unida al extenso arenal de Playa América. Una localidad que pese a la vorágine urbanística de anteriores décadas, ha sabido conservar su peculiar mezcla de sabor marinero y de pueblo de descanso de la cercana urbe de Vigo, ya que el micro-clima que le proporciona la protección de Monteferro de los vientos del norte, y la tranquilidad de sus playas, ha conseguido que muchos vecinos de Vigo hayan decidido fijar su residencia aquí. Este crecimiento hace que Panjón extienda sus ramas, montaña arriba, hacia el este, hasta acariciar la capital de su municipio: Nigrán. Crecimiento de baja densidad, pero responsable del cambio de la fisionomía de su entorno natural. Hoy casi inexistente. Aunque el modelo de crecimiento copia los planes turísticos de los años 60, sucesivas reformas parecen dar tímidos pasos hacia modelo europeo de separar los radiales de automoción del paseo marítimo y otorgar a estos espacios usos más peatonales y menos invasivos. Especial mención merecen los esfuerzos para salvaguardar parte de las dunas de las playas.
Los reclamos que explican su atractivo turístico son sus playas, su gastronomía: Una larga tradición pesquera les otorga una maestría especial a la hora de cocinar las pequeñas capturas de la ría, platos que sirven en un buen número de bares y terrazas diseminadas entre el puerto y el paseo marítimo; Sus instalaciones deportivas, pabellón cubierto, pistas de ténis, pádel, patinaje, piragüismo y escuelas de surf, winsurf y catamarán a pie de playa y el hecho de ser uno de los extremos de la bahía de Val Miñor, que corona Bayona en el lado opuesto, y que recoge en su seno a localidades como Gondomar, San Pedro, Sabarís, Santa Marta do Burgo, y playas como la de Ladeira y otras de Bayona, entre otras.
La parroquia está compuesta por las siguientes localidades:
- A Calzada
- A Carballesa
- A Madorra
- A Praia
- A Porqueira
- A Rabadeira
- Area-Alta (A Area Alta)
- As Dunas
- A Touza
- A Veiga da Arca
- Barcalleira (A Barcalleira)
- Bouzavella (A Bouza Vella)
- Gaifar
- O Carballo da Palma
- O Carregal
- O Formigón
- O Mallón
- O Monteferro
- O Quinteiro
- O Rial
- O Río do Forno
- O Seixo
- O Tripeiro
- Paraviñabal (Paraviñaval)
- Patos
- Portocelo
- Sancho
- San Xoán
- Xermaña

## Historia
Hay muy poca documentación sobre el origen de las poblaciones de Val Miñor. Citaremos a continuación uno de los pocos estudios sobre los orígenes de las poblaciones de la ría de Vigo, publicado por José de Santiago y Gómez en 1896 En él hace referencia al origen toponímico del nombre de la villa, y es a través de esa hipótesis, como podemos acercarnos un poco a sus orígenes.

## Toponimia
Según cita del trabajo "Historia de Vigo y su Comarca" (Editorial Maxtor. 2006) de José de Santiago y Gómez, en su primera parte "Orígenes. Pueblos que habitaron Galicia hasta la invasión Germánica" Habla del origen griego de topónimo "Panjón" y sitúa su origen en los pueblos que los griegos, fundaron en las costas gallegas junto con las poblaciones celtas autóctonas. A estos antepasados se debe la conservación de nombres de origen griego como Panjón que según este autor vendría de Pan-jonio, como eran conocidas, según Pausanias, las colonias griegas del Asia menor. El autor, en un serio y extensísimo trabajo, encuentra multitud de nombres de origen griego en las poblaciones de la costa gallega occidental. Este autor cita a Plinio el Viejo quien confirmó la aserción que todo el terreno entre el Duero y Finisterre, estaba habitado por colonias griegas.
Según este estudio, Pytheas, famoso explorador navegante que aportó numerosos descubrimientos geográficos, navegó por las costas occidentales de la península ibérica en el siglo IV. Este viaje rectificó las únicas descripciones de estos territorios, escritas interesadamente por los fenicios, en las que se hablaba de una tierra de antropófagos, llena de fieras terribles, con mares tormentosos y tierras inhóspitas, con el fin de que no fueran descubiertas las minas de estaño, plata y otras riquezas que explotaban en exclusividad. Estos nuevos datos favorecieron a los griegos que se establecieron en estas tierras, desplazando, con ayuda de los celtas y las poblaciones autóctonas, a los que hasta entonces les habían tenido tiranizados. Por eso, dice el autor, Galicia vino a ser un pueblo Celta-Griego.

## Geografía
Los puntos más destacados de la parroquia son: 
- Las playa de Panjón y Playa América, consideradas entre las mejores de la costa de Galicia, además poseen bandera azul.
- Monteferro, ubicado entre (Panjón) Playa de la Madorra y Playa de Patos, ofrece unas maravillosas vistas del océano y las islas Cíes

## Demografía
A 1 de enero de 2018 la población de la parroquia de Panjón ascendía a 3.804 habitantes, 1.896 hombres y 1.908 mujeres.

### Población por núcleos de población
| Núcleos de población | Habitantes (2018) | Varones | Mujeres |
| -------------------- | ----------------- | ------- | ------- |
| Area-Alta            | 543               | 268     | 275     |
| Barcalleira          | 98                | 46      | 52      |
| Bouzavella           | 335               | 171     | 164     |
| Gaifar               | 350               | 177     | 173     |
| O Carregal           | 75                | 37      | 38      |
| A Madorra            | 167               | 77      | 90      |
| Paraviñabal          | 190               | 97      | 93      |
| Patos                | 445               | 218     | 227     |
| A Porqueira          | 191               | 94      | 97      |
| O Quinteiro          | 119               | 58      | 61      |
| A Rabadeira          | 158               | 77      | 81      |
| O Rial               | 200               | 105     | 95      |
| San Xoán             | 517               | 267     | 250     |
| Sancho               | 144               | 72      | 72      |
| A Touza              | 25                | 15      | 10      |
| Xermaña              | 247               | 117     | 130     |

## Monumentos

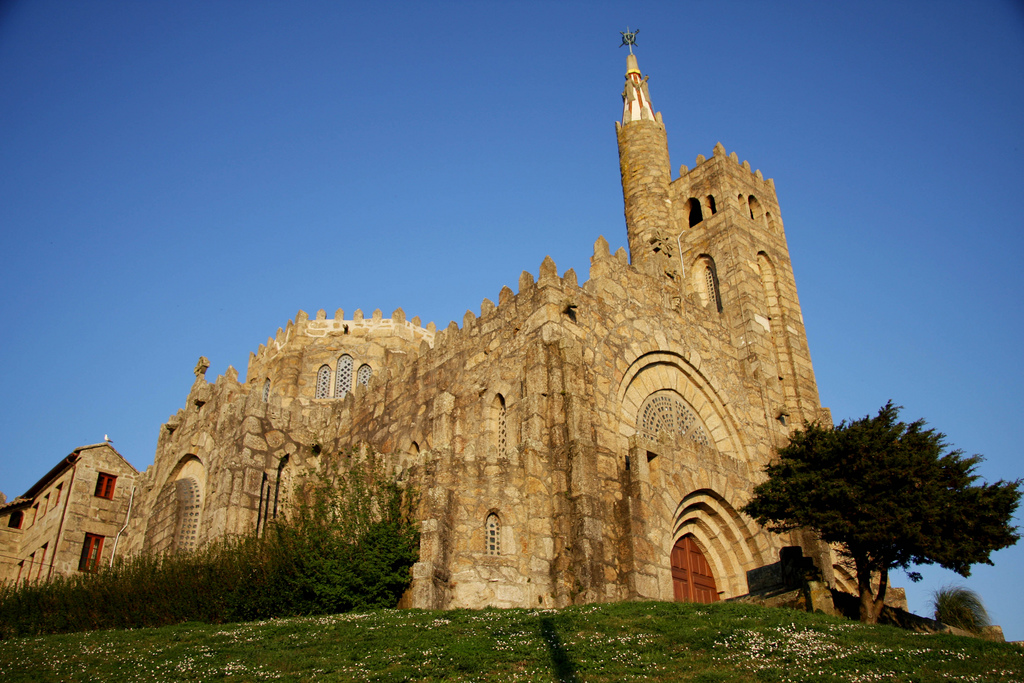
Templo Votivo del Mar

- Templo Votivo del Mar Construido por el arquitecto modernista Antonio Palacios en (1932), autor de obras tan relevantes como el Palacio de Comunicaciones en la plaza de cibeles, o el Círculo de Bellas Artes, ambas en Madrid. El tema arquitectónico se basa en la historia de la arquitectura gallega: Megalítica, Castros, prerrománica, y románica, monasterios y barroco.
- Iglesia parroquial del Siglo XII
- Arco Visigótico Monumento nacional desde (1964) Dedicado a San Pantaleón. Estos restos de un arco visigótico de finales del siglo VII formaban parte de una construcción más moderna que eran la antigua iglesia de San Juan de Panxón. Una vez construida la nueva iglesia de Palacios, se conservó sólo la construcción visigótica original.
- Monumento a la Marina Universal (1903) Situado en la cima de (Monteferro), se trata de un monolito que quiere recordar a todos los muertos en el mar.

## Naturaleza y deporte

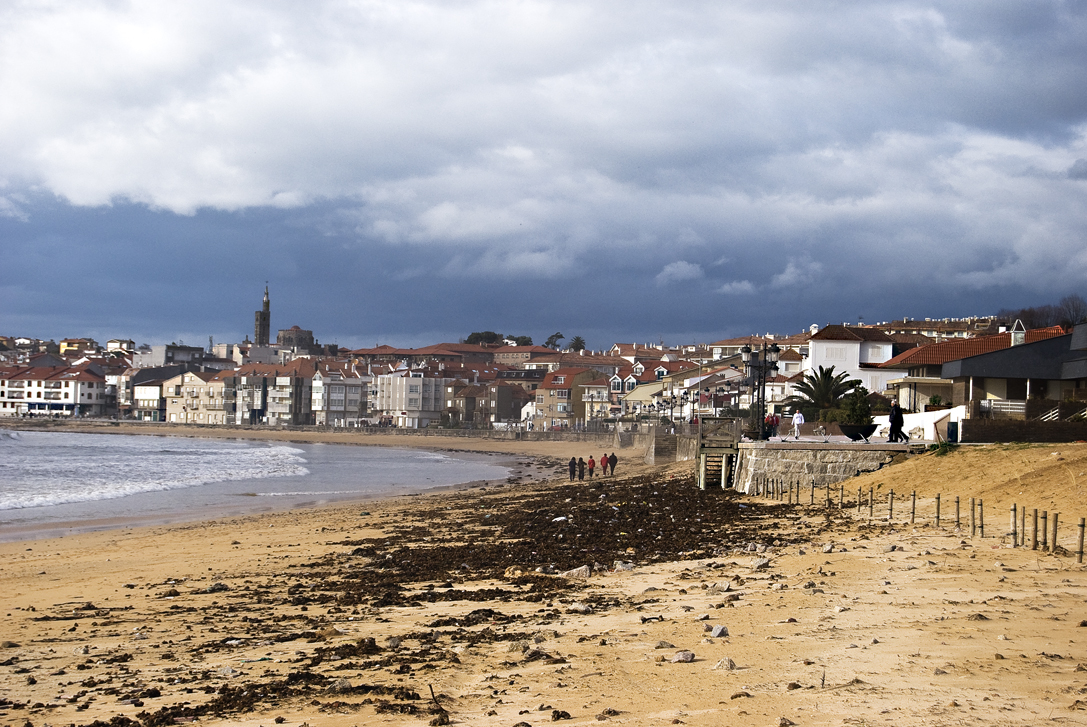
Playa de Panjón.

En Panjón se encuentran las playas de Panjón, Madorra, Patos y Cañas (o de la Cangrejo). Además hay pequeñas calas de arena, sobre todo entre las rocas de Monteferro, donde hay una zona de bosque en común, que tiene el interés de estar junto al mar; y al frente están las Estelas, dos pequeñas islas muy cercanas a la costa.
La actividad deportiva en Panjón está muy ligada al mar, en el club náutico se puede aprender windsurf, vela y otro tipo de deportes náuticos. El buceo se disfruta en su costa, principalmente en Monteferro, pero también entre las rocas frente a la playa de Patos. En esta misma playa se puede ver durante todo el año, pero especialmente en invierno, incluso el día de Año Nuevo, a muchos jóvenes practicando surf encima de las fuertes olas que la bañan. Además, en Panjón se encuentra el polideportivo Nigrán, donde se puede practicar fútbol sala, baloncesto, voleibol etc.

## Fiestas
El 23 de junio, víspera de San Juan, se realizan las tradicionales hogueras en la Playa de Panxón en honor al santo.

## Transportes
Panjón está conectado con Vigo, Bayona, el centro de Nigrán y Gondomar gracias un servicio de autobuses.
| Autobuses interurbanos que prestan servicio a Panjón | Autobuses interurbanos que prestan servicio a Panjón                                                  |
| ---------------------------------------------------- | --- |
| 1B                                                   | Bayona - San Pedro - Panjón - Vigo                                                                    |
| 1G                                                   | Vigo - Playa de Patos -Panjón - San Pedro - Bayona [solo pasa por Playa de Patos en dirección Bayona] |
| 2A                                                   | Gondomar - San Pedro -Panjón - Vigo                                                                   |
| 2C                                                   | Gondomar - San Pedro -Panjón - Playa de Patos - Vigo [solo pasa por Playa de Patos en dirección Vigo] |

## Otros proyectos
- Wikimedia Commons alberga una categoría multimedia sobre Panjón.

- Datos: Q3398382
- Multimedia: Panxón, Nigrán / Q3398382